# Kantai Collection
Kantai Collection (jap. 艦隊これくしょん, Kantai Korekushon, dt. „Flottensammlung“) oder kurz KanColle (艦これ) ist ein japanisches Computerspiel. Das Online-spiel dreht sich um das Thema Seeschlachten mit hauptsächlich Kriegsschiffen der Kaiserlich Japanischen Marine des Pazifikkriegs, die als attraktive Schulmädchen dargestellt sind.

## Inhalt und Spielmechanik
Das Spiel funktioniert ähnlich einem Sammelkartenspiel, der Spieler tritt gegen den Computer oder andere Spieler mit seinen Schiffen an, denen jeweils bestimmte Eigenschaften zugewiesen sind. Die Schiffe, alle Kriegsschiffe aus dem Zweiten Weltkrieg, sind als „Flotten-Mädchen“ (艦娘, kanmusu) dargestellt, deren Eigenschaften und Verhalten mit denen der Schiffe korrespondiert. Der Spieler setzt wie ein Admiral die Schiffe strategisch ein, der Kampf selbst läuft weitgehend automatisch ab.
Im Spiel werden nacheinander verschiedene Karten freigespielt, wobei Erfahrungspunkte gesammelt werden können, die in späteren Kämpfen Vorteile bringen. Die Schiffe müssen repariert und können ausgebaut werden sowie neue Schiffe erworben. Für die Versorgung und den Bau der Schiffe sind die Ressourcen Stahl, Bauxit, Treibstoff und Munition nötig, die der Spieler durch Zeit, Kämpfe oder das Absolvieren von Missionen erwerben muss. Schiffe können auch geopfert werden, um andere zu verbessern.

## Entwicklung und Veröffentlichung
Das Spiel wurde von Kadokawa Games unter Regisseur und Designer Kensuke Tanaka entwickelt. Die Musik komponierten Hiroshi Usami, Kaori Ōkoshi und Michio Okamiya. Seit dem 23. April 2013 ist das Browserspiel kostenlos spielbar.
Im März 2014 wurden mit drei Schiffen der deutschen Kriegsmarine – Z 1 Leberecht Maass, Z 3 Max Schultz und Bismarck – die ersten nichtjapanischen Schiffe hinzugefügt, im selben Jahr kam auch noch der deutsche Schwere Kreuzer Prinz Eugen und das  deutsche U-Boot U 511 dazu und mit dem Schlachtschiff Littorio kam 2015 auch das erste italienische Schiff dazu. Zwar wurde im September 2011 schon der sowjetischen Zerstörer Werny aufgenommen, der allerdings zuvor als Hibiki ebenfalls Teil der japanischen Marine war.
Daneben bestand eine Kooperation mit dem Anime Aoki Hagane no Arpeggio, der ein ähnliches Setting aus als Mädchen personifizierten Schiffen aus dem Zweiten Weltkrieg besitzt. Im Gegenzug fand vom 24. Dezember 2013 bis 8. Januar 2014 ein Spezialevent in Kantai Collection statt, bei dem einige der Figuren/Schiffe aus Aoki Hagane no Arpeggio spielbar bzw. Gegner waren.

## Adaptionen

### Weitere Spiele
Ein PlayStation-Vita-Spiel mit dem Titel KanColle Kai (艦これ改) wurde für das Frühjahr 2015 angekündigt. Es soll eine vollumfängliche Marine-Strategie-Simulation beinhalten, in der der Spieler sich seine eigene Flotte erspielen kann.

### Mangas
Das Spiel wurde mehrfach als Manga adaptiert. Im Webmanga-Magazin Famitsū Comic Clear erscheint seit dem 23. April 2013 ein Manga von Ryōta Momoi im Yonkoma-Format. Darin gehen die Mädchen aus dem Spiel auf eine Schule, wo ältere den jüngeren Marine-Strategien beibringen. Im Magazin Comic Alive startete in Ausgabe 12/2013 (26. Oktober 2013) eine weitere Reihe, Kantai Collection: Itsuka Shizuka na Umi de (艦隊これくしょん -艦これ- いつか静かな海で), die von Sakae Saitō gezeichnet wird. In der Comptiq Ausgabe 12/2013 (9. November 2013) begann zudem die Veröffentlichung von KanColle side:Kongō (艦隊これくしょん -艦これ- side:金剛), eine Serie über die Geschichte des Schiffes Kongō von Zeichners Sasayuki. Weitere Adaption von Shōtarō Harada wurde angekündigt.
Daneben erschienen in weiteren Manga-Magazinen verschiedener Verlage One Shots einer Vielzahl weiterer Künstler, die in mehreren Anthologie-Sammlungen zusammengefasst wurden oder werden:
- Kantai Collection – KanColle – Anthology Comic: Yokosuka Chinjufu Hen (艦隊これくしょん -艦これ- アンソロジーコミック 横須賀鎮守府編). Enterbrain
  - Band 1: 14. September 2013, ISBN 978-4-04-729134-8
  - Band 2: 15. November 2013, ISBN 978-4-04-729283-3
- Kantai Collection – KanColle – Dengeki Comic Anthology: Sasebo Chinjufu Hen (艦隊これくしょん -艦これ- 電撃コミックアンソロジー 佐世保鎮守府編). ASCII Media Works, 27. November 2013, ISBN 978-4-04-866186-7
- Kantai Collection – KanColle – Comic Anthology: Kure Chinjufu Hen (艦隊これくしょん -艦これ- コミックアンソロジー 呉鎮守府編). Ichijinsha, 25. Oktober 2013, ISBN 978-4-7580-0783-2

### Anime
Studio Diomedéa adaptierte das Spiel als Anime-Fernsehserie unter der Regie von Keizō Kusakawa. Die 12 Folgen wurden vom 8. Januar bis 26. März 2015 nach Mitternacht (und damit am vorigen Fernsehtag) auf TV Tokyo und KBS Kyōto ausgestrahlt, sowie mit bis zu einer Woche Versatz auch auf Sun TV, Kitanihon Hōsō, Chūgoku Hōsō, TVQ Kyūshū, Chiba TV, TV Kanagawa, TV Saitama, TV Aichi, Niigata Hōsō, BS11, Hokkaidō Hōsō, TV Setouchi, Nagasaki Hōsō, Kumamoto Hōsō und Akita TV. Die Serie stellt die Figur der Fubuki in das Zentrum der Handlung. In der letzten Folge wurde eine Fortsetzung angekündigt.
Am 26. November 2016 kam unter dem Titel Gekijouban Kantai Collection: KanColle ein Film in die japanischen Kinos.
Crunchyroll streamt die Serie als Simulcast mit englischen, französischen, italienischen, portugiesischen und spanischen Untertiteln in Nord- und Südamerika, Nord- und Südafrika, dem Nahen Osten und Europa ausgenommen deutschsprachiger Regionen. Für diese wurde die Serie von Viz Media Switzerland lizenziert, die sie über ihre Videoplattform Anime on Demand und ihrem Anime-Label Kazé Deutschland auswertet. Kazé veröffentlichte die Anime-Serie unter dem Titel KanColle: Fleet Girls Collection vom 14. Juli 2017 bis zum 10. November 2017 in Deutschland auf DVD und Blu-ray Disc. Die erste DVD erschien dabei auch in einer limitierten Fassung mit Sammelschuber.
Die zweite Staffel unter dem Namen KanColle: Itsuka Ano Umi de wurde mit acht Folgen angekündigt und folgt den Erlebnissen des Zerstörers Shigure. Die Ausstrahlung begann am 3. November 2022. Auf Grund von mehreren Verzögerungen wurde die Veröffentlichung der 6. Folge auf den 19. Januar 2023 verschoben.

## Synchronisation
| japanischer Sprecher (Seiyū) | Rollen/Schiffe |
| ---------------------------- | --- |
| Sarah Emi Bridcutt           | Mogami-Klasse (Suzuya, Kumano), Yūbari, Kagerō-Klasse (Hatsukaze, Maikaze)                                                            |
| Aya Endō                     | Bismarck, Z 1 Leberecht Maass, Z 3 Max Schultz                                                                                        |
| Saki Fujita                  | Fusō-Klasse (Fusō, Yamashiro), Akagi, Kagerō-Klasse (Kagerō, Shiranui, Kuroshio, Yukikaze, Tokitsukaze)                               |
| Kozue Hayasaka               | Fubuki-Klasse (Oboro, Akebono, Sazanami, Ushio)                                                                                       |
| Rina Hidaka                  | Ryūjō, Mutsuki-Klasse (Mutsuki, Kisaragi, Yayoi, Uzuki, Satsuki, Fumizuki, Nagatsuki, Kikuzuki, Mikazuki, Mochizuki)                  |
| Yui Horie                    | Asagumo, Mamiya, Irako |
| Yuka Iguchi                  | Kaga, Tone-Klasse (Tone, Chikuma), Tenryū-Klasse (Tenryū, Tatsuta), Nagara-Klasse (Nagara, Isuzu, Natori)                             |
| Mariya Ise                   | I-401 |
| Hisako Kanemoto              | Harusame, Yūgumo-Klasse (Hayashimo, Kiyoshimo), Hoppōseiki (nördliche Prinzessin)                                                     |
| Ayako Kawasumi               | Ōyodo, Unryū, Isokaze |
| Motoko Kobayashi             | Hatsuharu-Klasse (Hatsuharu, Nenohi, Wakaba, Hatsushimo)                                                                              |
| Mana Komatsu                 | Zuihō, Hamakaze, Tanikaze, Urakaze |
| Misato                       | Musashi, I-8, I-19 |
| Wakana Miyakawa              | Chitose-Klasse (Chitose, Chiyoda), Asashio-Klasse (Asashio, Ōshio, Michishio, Arashio, Arare, Kasumi)                                 |
| Megumi Nakajima              | Kinugasa, Mikuma, I-58, I-168 |
| Iori Nomizu                  | Shōkaku-Klasse (Shōkaku, Zuikaku), Kinu, Abukuma, Hakuchiseiki (Dämon des Weißen Landes), Hakuchiseiki (Prinzessin des Weißen Landes) |
| Mamiko Noto                  | Taihō, Akitsu Maru, Maruyu |
| Yui Ogura                    | Amatsukaze, Taigei/Ryūhō, Chūkanseiki (Midway-Prinzessin)                                                                             |
| Yuka Ōtsubo                  | Ise-Klasse (Ise, Hyūga), Hiyō-Klasse (Hiyō, Jun’yō), Furutaka-Klasse (Furutaka, Kako), Kuma-Klasse (Kitakami, Ōi)                     |
| Ari Ozawa                    | Akizuki, Nowaki, Prinz Eugen |
| Ayane Sakura                 | Nagato-Klasse (Nagato, Mutsu), Kuma-Klasse (Kuma, Tama, Kiso), Sendai-Klasse (Sendai, Jintsū, Naka), Shimakaze                        |
| Aya Suzaki                   | Hōshō, Aoba, Mogami, Akatsuki-Klasse (Akatsuki, Hibiki/Werny, Ikazuchi, Inazuma)                                                      |
| Ayana Taketatsu              | Yamato, Akigumo, Yūgumo, Makigumo, Naganami                                                                                           |
| Yumi Tanabe                  | Yura, Shiratsuyu-Klasse (Shiratsuyu, Shigure, Murasame, Yūdachi)                                                                      |
| Risa Taneda                  | Shōhō, Myōkō-Klasse (Myōkō, Nachi, Ashigara, Haguro), Shiratsuya-Klasse (Samidare, Suzukaze), Akashi                                  |
| Nao Tōyama                   | Kongō-Klasse (Kongō, Hiei, Haruna, Kirishima), Takao-Klasse (Takao, Atago, Maya, Chōkai), Fubuki-Klasse (Ayanami, Shikinami)          |
| Sumire Uesaka                | Sōryū-Klasse (Sōryū, Hiryū), Fubuki-Klasse (Fubuki, Shirayuki, Hatsuyuki, Miyuki, Murakumo, Isonami)                                  |
| Yuki Yamada                  | Agano-Klasse (Agano, Noshiro, Yahagi, Sakawa)                                                                                         |
| Yui Horie                    | Yamagumo |

### Musik
Der Soundtrack zur Serie stammt von Natsumi Kameoka. Der Vorspanntitel Miiro (海色) wurde von minatoku getextet, von West Ground komponiert und von AKINO aus bless4 gesungen. Im Abspann kommt Fubuki (吹雪) gesungen von Shiena Nishizawa zum Einsatz.

## Rezeption
Das Spiel hatte April 2015 knapp drei Millionen Spieler und besitzt eine sehr große Fangemeinde, was sich darin äußert, dass bereits nach einem halben Jahr sich auf der Comiket 1462 Zirkel (Zeichengruppen) anmeldeten, die Dōjinshi anboten und sie damit das drittbeliebteste Medienfranchise war.